# Austen Chamberlain
Sir Joseph Austen Chamberlain, vitez hlačne podveze, britanski državnik, nobelovec, * 16. oktober 1863, † 17. marec 1937.
Bil je so prejemnik Nobelove nagrade za mir leta 1925 in polbrat premierja Nevilla Chamberlaina.

## Zgodnje življenje in kariera
Austen Chamberlain je bil rojen v Birminghamu. Bil je najstarejši sin svojega očeta, a drugi sin svoje matere. Oče Joseph Chamberlain je bil industrialec in politični radikalec, ki se je premoženjsko vzpenjal in tako tudi statusno rastel ter postal župan mesta Birmingham in prevladujoča politična figura liberalne in unionistične politike Velike Britanije ob koncu 19. stoletja. Mati Harriet Kenrick je umrla med porodom in tako pustila svojega moža pretresenega ter z zapletenim odnosom do svojega živorojenega sina. Leta 1868 je oče poročil sestrično svoje pokojne žene Florence in z njo nove otroke, med drugim tudi Nevilla, ki je postal predsednik vlade istega leta kot je preminil Austen.
Austen se je izobraževal v šoli Rugby School in se nato vpisal na Kolidž Trinity v Cambridgeu.
Že od zgodaj se zdi, da je njegov oče podpiral Austenovo pot v politiko. Tako so ga poslali v nadaljnji študij v Francijo, kjer je študiral na pariškem inštitutu za politične študije in pridobil trajno zagledanost v francosko kulturo. Devet mesecev je na zelo visokem intelektualnem nivoju tretje francoske republike spoznaval in večerjal s francosko elito, z ljudmi, kot je Georges Clemenceau.
Iz Pariza je za naslednjih 12 mesecev odšel v Berlin, kjer je spoznal politično kulturo drugega velemesta Evrope. Četudi je bil bolj navdušen nad francosko kulturo, se je lotil študija nemščine zelo resno in veliko odnesel tudi od življenja v nemškem glavnem mestu. Spoznal je tudi železnega kanclerja Otta von Bismarcka in z njim večerjal, kar mu je še dolgo ostalo v posebej cenjenem spominu.
Med študijem v Berlinski univerzi je pričel Austen sumiti o porajajočem nacionalizmu nemškega cesarstva, kar je sklepal po predavanju pruskega profesorja, politika in zgodovinarja Heinricha von Treitschkeja, ki mu je odprl po njegovih besedah drugo plat nemškega značaja, ki je predvsem nestrpni šovinizem Prusov. O tem je kasneje večkrat glasneje razglabljal med prvo svetovno vojno in krizami v tridesetih letih dvajsetega stoletja.
Austen se je vrnil v Združeno kraljestvo leta 1888, prepričala ga je predvsem obljuba morebitne politične kandidature. Prvič je bil izvoljen v parlament kot liberalni unionist in pripadnik očetove stranke leta 1892. V naslednjem mandatu ni imel nasprotnika v svojem volilnem okraju. 
Iz očetove sence je izredno hitro napredoval. Kot poslanec je postal pripravniški birič (junior whip) stranke. Po volilni zmagi je postal civilni vodja mornarnice, državni sekretar za finance, z zamenjavo predsednika vlade pa je bil imenovan za vodjo pošte.
Zaradi strankarskih bojev starost liberalnih unionistov in konzervativne stranke unionistov, njegovega očeta in novoizvoljenega predsednika vlade, je bil Austen leta 1903 dogovorjeno postavljen na mesto finančnega ministra. Njegovo imenovanje je bilo kompromis dveh unionistov, ki sta bila razdeljena glede imperialnih tarif in protekcionizma. 
Po očetovi kapi in vsiljeni upokojitvi se je Austen pozicioniral kot glavni zagovornik tarifnih reform in kot tak postal pomemben kandidat za vodstvo stranke liberalnih unionistov.

## Vprašanja vodstva
Zaradi dveh zaporednih volilnih porazov je takratni vodja unionistov novembra 1911 odstopil. Chamberlain je kandidiral za vodjo konzervativcev, četudi je uradno nastopal kot član liberalnega krila koalicije unionistov (stranki sta se združili leto kasneje). Četudi je poraženi vodja želel Austena za naslednika, je postalo jasno, da ta ne bo izvoljen.
Chamberlain je odstopil od boja za nasledstvo. Za dobrobit strankine enotnosti se je s konkurentom Walterjem Longom dogovoril, da bosta družno odstopila od kandidature in omogočila izvolitev kompromisnega kandidata Bonarja Lawa.

## Prva svetovna vojna
Strankarski pritiski so med prvo svetovno vojno dosegli koalicijsko vlado leta 1915. Chamberlain postane odgovoren za Indijo. Kot tak ureja in podpira invazijo sil preko Mezopotamije, kar se pa kot vojni ukaz ne izkaže za uspešno potezo.
Chamberlain ostane na svojem mestu tudi ob spremembi premierov (Lloyd George zamenja Asquitha leta 1916), po izvedeni preiskavi o nepričakovanih britanskih izgubah in porazih v Mezopotamiji, pa odstopi zaradi objektivne odgovornosti. Preiskave ugotovijo, da ni bil v ničemer vpleten, tudi sam trdi, da ob takšnih žrtvah mora biti odgovornost tudi jasno njegova. Tedaj je zato izrecno pohvaljen iz vseh strani.
 Po pariškem govoru 12.novembra 1917, kjer je rekel, da ob pogledu na strašne sezname žrtev si želel, ne bi bilo treba doseči toliko zmag. Govor zbuja pomisleke o tem ali bi bilo možno sodelovanje Austena z vlado. Leta 1918 je ponovno minister, tokrat brez listnice, le kratek čas je del vojnega vladnega kabineta.
Po povojni vnovični izvolitvi Lloyda Georga je imenovan za finančnega ministra.

## Vodenje
Strankarska razmerja so se spreminjala po vojni, Chamberlainu se je obetalo vodenje stranke in celo morebitno mesto predsednika vlade, saj je Lloyd George pričenjal izgubljati prej trdno koalicijo v škandalih in vojni oz. nemirih na Irskem. Ambiciozen politik se tako druži s Lloydom Georgom in se uči za prihodnost.
A v istem času v želji po prenavljanju stranke konzervativna stranka razpade na opozicijo Lloydu Georgu in nekaj članov, ki želijo oblikovati novo samostojno stranko. Stanley Baldwin se tako oblikuje kot novi vodja, Chamberlain pa v želji po ohranitvi podporo obstoječi vladi postane osamljen in prepuščen pustim ambicijam. Ko konzervativna stranka vseeno oblikuje vlado, mu nihče ne ponudi mesta v vladi.
Chamberlain je tako skoraj edini konzervativni politik 20.stoletja, ki četudi je bil pomemben vodja stranke, ni nikoli bil predsednik vlade.

## Minister za zunanje zadeve
Po mandatu in težavah konzervativcev maja 1923 mesto vodilnega politika prevzame Stanley Baldwin. Leta 1924 prevzame mesto Foreign Offica in ga vodi do leta 1929. Chamberlainu je prepuščeno veliko svobode, dokaže pomembne dosežke pri razreševanju konfliktov v Porurju in zapleti z Ligo narodov in ženevskem protokolu (1924) glede pravic Lige glede ekonomskih sankcij nasproti svojim članicam.

## Zmaga v Locarnu
Zgodovina pomembnost političnih dejanj ne presoja vedno z enako težo. Chamberlainov ugled je bil dolgo zaznamovan z njegovo vlogo v pogajanjih pri urejanju mednarodnega akta, ki se znan sedaj kot pogodba v Locarnu leta 1925. Pogodba je bolje uredila meje in sodelovanje med zmagovalci in poraženci prve svetovne vojne in omogočila, da Nemčija mirno in brez večjih zapletov ureja na vzhodu morebitne mejne spore, pomirjevala pa je tudi odnose med Nemčijo in Francijo.  Češkoslovaška s Sudetskimi Nemci, Poljska in Gdansk bi tako postali edini pomembni cilji širitve Nemčije. 
 Nemški, francoski in angleški zunanji ministri so se tako srečali v Locarnu in tam sprejeli sloviti sporazum, ki so ga podpisali še ministra Italije in Belgije, ključni cilj pa je bil preprečitev še ene vojne v prihodnosti. Chamberlain je bil nagrajen z Nobelovo nagrado za mir, dobil je pa tudi naziv Viteza hlačne podveze, ker je bila še posebej velika čast, saj je to bil naziv podeljen že tako plemenitih že preko 300 let. Chamberlain je zagotovil podporo Velike Britanije tudi paktu Kellogg-Briand, ki je napravil vojno nelegalno prakso politike. Žal pa je znan tudi po ocenah diktatorjev, na primer za Benita Mussolinija je rekel, da je "človek s katerim se da sklepati posle."

## Kasnejša kariera
Po nezadovoljivih vložkih pri težavah na Bližnjem vzhodu in Egiptu in odstopu Baldwinove vlade po volitvah 1929, se je odločil za upokojitev. Za kratek čas se je še enkrat vrnil kot vodja mornarnice, a je po letu dni odstopil ob stavki mornarjev zaradi rezov v proračunu. 
Kot opozicijski poslanec je naslednjih šest let dajal podporo vladi pri domači politiki, a se upiral spremembam pri zunanji politiki. 

## Klic k oboroževanju
V obdobju med 1934 in 1937 so bili Chamberlain, Winston Churchill, Roger Keyes in Leo Amery najbolj osamljeni pomembni glasovi k oboroževanju britanske vojske ob bližnjem kofliktu z Nemčijo. Chamberlain kot ostareli politik viktorijanskih vrednot in z večjo naklonjenostjo javnosti, kot jo je bil deležen Winston Churchill, je bil član dveh parlamentarnih odborov in je večkrat načenjal to temo pri tedanjem predsedniku vlade Stanleyu Baldwinu. 
 Četudi ni nikoli več služil v vladi, mu je dobro zdravje služilo do marca 1937, ko je umrl star 73 let. Njegov polbrat Neville Chamberlain je deset tednov kasneje imenovan za angleškega premiera.Njegova zapuščina je bila relativno majhna, delno zaradi nerodne investicije v Indiji, delno pa zaradi zanemarljivo malega dela vloženega v poslovne priložnosti, ki so mu bile na voljo.

## Zasebno življenje
Chamberlain je imel ženo in tri otroke. Nikoli ni bil posebej priljubljen pri svojih sosedih, vedno je bil odmaknjen tako od vaške skupnosti kot sosedov.